# Otton III de Montferrat
Otton III de Montferrat (italien Ottone III del Monferrato ou Secondotto del Monferrato) (né vers 1360 – assassiné le 26 décembre 1378) fut marquis de Montferrat de 1372 à  sa mort.

## Famille
Otton III Paléologue, nommé également Secondotto ou encore Second-Othon dont la date de naissance est incertaine est cependant le fils ainé de Jean II de Montferrat et de son épouse Isabelle de Majorque. Il succède à son père en 1372 mais comme il est mineur et pupille d'Amédée VI de Savoie, fils de Yolande de Montferrat, il est placé sous la régence Othon IV de Brunswick-Grubenhagen un  cadet de la maison de Brunswick qui sans héritage en Allemagne sert comme condottiere la maison de Montferrat depuis 1339. Le pape qui soutenait la maison de Montferrat contre les Visconti obtient la signature à Rivoli le 17 juin 1372 d'un accord d'alliance Savoie-Montferrat.

## Règne
En 1376, Othon IV de Brunswick-Grubenhagen, à l'incitation du pape, épouse la reine de Naples Jeanne Ire d'Anjou ce qui l'éloigne du marquisat de Montferrat et laisse de facto la charge de la régence au seul Amédée VI de Savoie.
Faible et incapable de régner seul et d'exercer le pouvoir sans l'appui et les conseils d'Othon de Brunswick, Secondotto décide de former une alliance contre Amédée VI de Savoie et les Savoie-Achaïe-Piémont et il épouse la fille de Galéas II Visconti, Violante (1354-1382) veuve de Lionel d'Anvers depuis 1368. Une telle alliance se révèle rapidement peu efficace. Lorsque Balthazar de Brunswick, demi-frère d'Othon et gouverneur d'Asti lui refuse pour une raison inconnue l'entrée dans la ville. Secondotto réclame l'aide de Gian Galeazzo Visconti  qui intervient militairement le 6 février 1378 et le fait pénétrer dans Asti mais son seul objectif de prendre pour lui-même le contrôle de le cité et il se fait nommer gouverneur d'Asti. 
Quand le marquis de Monteferrat prend conscience du grave danger que représente son beau-frère il est trop tard car 
lors de négociations qui s'engagent à Pavie en août 1378, Amédée VI de Savoie obtient de Gian Galeazzo contre la reconnaissance de son annexion déguisée d'Asti de garder Verceil et Ivrée Il exige en outre de son pupille, le remboursement des frais engager par lui lors du siège et s'empare de Chivasso, Rivas, Poirino et Mazzè.  
Pris de panique Secondotto décide de s'enfuir de Pavie accompagné d'une escorte réduite vers une destination inconnue. Le 16 décembre 1378, il est assassiné lors d'une altercation avec un membre de sa suite à Langhirano près de Parme. Son corps est inhumé dans cette cité. Lorsqu'Othon de Brunswick reçoit la nouvelle de la mort violente du jeune marquis, il revient au  Montferrat pour reprendre en main la situation et il impose sur le trône son jeune frère, Jean III de Montferrat.

### Sources
- (it) Cet article est partiellement ou en totalité issu de l’article de Wikipédia en italien intitulé « Ottone III del Monferrato » (voir la liste des auteurs).

- Anthony Stokvis, Manuel d'histoire, de généalogie et de chronologie de tous les États du globe, depuis les temps les plus reculés jusqu'à nos jours, préf. H. F. Wijnman, éditions Brill, Leyde, 1890-1893, réédition 1966. Volume III, chapitre XII, § 10 « Montferrat » et tableau généalogique no 15 p. 730-731.
- Marie-José de Belgique La maison de Savoie. Les origines: Le Comte Vert ~ Le Comte Rouge éditions Albin Michel, Paris, 1956, chapitre II, « Le Comte Vert » p. 77-277.